# Joseph Luns
Joseph Luns, né le 28 août 1911 à Rotterdam aux Pays-Bas et mort le 17 juillet 2002 à Bruxelles en Belgique, est un homme d'État et diplomate néerlandais.
Il est le ministre néerlandais des Affaires étrangères étant resté le plus longtemps en poste, du 2 septembre 1952 au 6 juillet 1971, puis le cinquième secrétaire général de l'OTAN, mandaté du 1er octobre 1971 au 25 juin 1984, également détenteur du record de longévité dans cette fonction.
Membre du Parti populaire catholique, il reçoit le prix International Charlemagne ainsi que la	 Grand-croix de la Légion d'honneur et la médaille présidentielle de la Liberté.